# Condado de Niagara
O Condado de Niagara é um dos 62 condados do Estado americano de Nova Iorque. A sede do condado é Lockport, e sua maior cidade é Niagara Falls. O condado possui uma área de 2 952 km²(dos quais 1598 km² estão cobertos por água), uma população de 219 846 habitantes, e uma densidade populacional de 162 hab/km² (segundo o censo nacional de 2000). O condado foi fundado em 1808.